# Offenbach an der Queich (Verbandsgemeinde)
Pour les articles homonymes, voir Offenbach (homonymie).
Offenbach an der Queich est une Verbandsgemeinde (collectivité territoriale) de l'arrondissement de la Route-du-Vin-du-Sud dans la Rhénanie-Palatinat en Allemagne. Le siège de cette Verbandsgemeinde est dans la ville de Offenbach an der Queich.
La Verbandsgemeinde de Offenbach an der Queich consiste en cette liste d'Ortsgemeinden (municipalités locales) :

Localisation de la Verbandsgemeinde de Offenbach an der Queich dans l'arrondissement de la Route-du-Vin-du-Sud

1. Bornheim
2. Essingen
3. Hochstadt (Pfalz)
4. Offenbach an der Queich